# Гудково (Калининградская область)
Гудково ― посёлок в Неманском районе Калининградской области России. В рамках организации местного самоуправления с 1 января 2022 года входит в Неманский муниципальный округ, ранее с 1 января 2017 по 1 января 2022 года входил в Неманский городской округ.

## География
Находится на реке Малая Тыльжа.

## История
На месте современного поселения существовали два населённых пункта ― Гудгаллен и Йониенен, относимые к исторической области Надровия. В 1938 году названия обоих первопоселений изменены на Гроссфельде и Тильзенау соответственно, в рамках политики Третьего Рейха по германизации топонимики древнепрусского происхождения. До 1945 года в составе Восточной Пруссии. С 1945 года в составе СССР (а впоследствии и России, как его правопреемницы).
Посёлок Гудково был образован в 1946 году путём слияния двух населённых пунктов ― Гроссфельде (до 1938 года ― Гудгаллен) и Тильзенау (до 1938 года ― Йониенен).
Входил с 2008 по 2016 годы в состав Неманского городского поселения.
После объединении поселений, входящих в состав муниципального образования Неманский муниципальный район, с 1 января 2017-го посёлок был включён в Неманский городской округ.
С 1 января 2022 года входит в Неманский муниципальный округ.

## Население
| 2002 | 2010 |
| ---- | ---- |
| 94   | ↘87  |